# Rod Bennett
Rod Bennett – amerykański kierowca wyścigowy.

## Życiorys
Pochodzi z Kalifornii. W 1983 roku rozpoczął starty Raltem RT4, początkowo w Północnoamerykańskiej Formule Mondial. Od sezonu 1984 ścigał się w Formule Atlantic w dywizji zachodniej. Zdobył wówczas dwa podia i zajął piąte miejsce w klasyfikacji końcowej, a rok później zdobył jedno podium i siódme miejsce na koniec sezonu. W 1986 roku wygrał pierwszy wyścig w Formule Atlantic, a na koniec sezonu był szósty. W 1988 roku zajął trzynaste miejsce w klasyfikacji kierowców.
W 1992 roku zadebiutował w American IndyCar Series, zdobywając wówczas mistrzostwo tej serii. W latach 1994–1997 startował w IMSA GT Championship. W serii tej korzystał z pojazdu własnej konstrukcji, opartego na Marchu. W latach 1998–2000 rywalizował natomiast Chevroletem w NASCAR Winston West Series.